# Tomasz Hałas
Tomasz Hałas (ur. 1969) – polski samorządowiec, informatyk i fizyk, doktor nauk fizycznych, w latach 2008–2010 członek zarządu województwa lubuskiego III kadencji.

## Życiorys
W 1993 ukończył fizykę na Uniwersytecie im. Adama Mickiewicza w Poznaniu. Kształcił się podyplomowo w zakresie zarządzania i marketing w Akademii Ekonomicznej w Poznaniu. Odbył kursy z zakresu protokołu dyplomatycznego i zamówień publicznych. W 2016 uzyskał na Wydziale Fizyki i Astronomii UAM stopień doktora nauk fizycznych na podstawie napisanej pod kierunkiem Henryka Drozdowskiego pracy pt. Badania uporządkowania bliskiego zasięgu molekuł w trójpochodnych benzenu metodą dyfrakcji rentgenowskiej. Od 2016 do 2019 wykładał w Akademii im. Jakuba z Paradyża w Gorzowie Wielkopolskim.
Od 1992 do 1993 był asystentem na Politechnice Poznańskiej. Następnie pracował jako informatyk w gorzowskich oddziałach PKO BP i Banku Zachodniego oraz główny doradca ds. informatyki w Zakładach Farmaceutycznych „Biowet”. W latach 1999–2002 kierował Wojewódzkim Bankiem Danych przy Lubuskim Urzędzie Wojewódzkim, zajmował się także prywatyzacją spółek publicznych. Przez 5 lat był menedżerem spółki komputerowej, a w 2008 został doradcą wojewody lubuskiego ds. budowy platformy teleinformatycznej i społeczeństwa obywatelskiego. W 2015 zatrudniony jako doradca burmistrza Kostrzyna nad Odrą.
Zaangażował się w działalność polityczną w ramach Platformy Obywatelskiej. Bez powodzenia kandydował do Sejmu w 2005 i 2007, do sejmiku lubuskiego w 2006 i 2010 oraz do Parlamentu Europejskiego w 2009. 21 sierpnia 2008 powołany na członka zarządu województwa lubuskiego po utworzeniu nowej koalicji PO-PSL-SLD. Zakończył pełnienie funkcji wraz z całym zarządem 29 listopada 2010.
Żonaty, ma troje dzieci. Był zawodnikiem krykieta, zakwalifikował się do kadry narodowej w tej dyscyplinie.